# Bailleul-la-Vallée
Bailleul-la-Vallée is een gemeente in het Franse departement Eure (regio Normandië) en telt 120 inwoners (2009). De plaats maakt deel uit van het arrondissement Bernay.

## Geografie
De oppervlakte van Bailleul-la-Vallée bedraagt 4,8 km², de bevolkingsdichtheid is dus 25 inwoners per km².
De onderstaande kaart toont de ligging van Bailleul-la-Vallée met de belangrijkste infrastructuur en aangrenzende gemeenten.

## Demografie
Onderstaande figuur toont het verloop van het inwonertal (bron: INSEE-tellingen).